# Protanopie

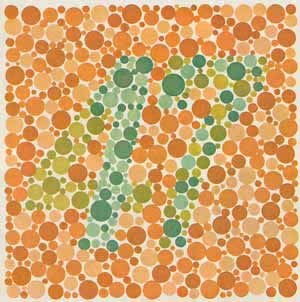
Farbtafel zum Erkennen der Protanopie:
Personen mit Farbsinnstörung sehen eine 17, Normalsichtige auch eine 47

Unter Protanopie (von altgriechisch πρώτος prṓtos, deutsch ‚der Erste‘, nach Helmholtz erster Rezeptor des trichromatischen Sehapparates) wird die Rotblindheit und unter Protanomalie die Rotsehschwäche verstanden. Es handelt sich dabei um eine genetisch bedingte Farbfehlsichtigkeit. Bei Menschen mit Protanopie fehlen rote  Zapfen, daher unterscheiden sich Grün und Rot nicht mehr in ihrer Farbantwort. Protanope haben daher nur zwei statt drei verschiedene Zapfentypen. Betroffen sind bei Männern jeweils etwa 1 % an Protanopie und 1 % an Protanomalie, bei Frauen 0,01 % an Protanopie und 0,03 % an Protanomalie. Im kurzwelligen Bereich sehen sie (wie Farbgesunde) ein sattes Blau, im mittelwelligen Bereich Grau (neutraler Punkt bei 492 nm), im langwelligen Bereich ein sattes Gelb.
Ursache sind Mutationen im OPN1LW-Gen, das für das rot-sensitive Opsin codiert, welches Teil des roten Iodopsins ist. Meistens enthalten die Zapfen für das Wahrnehmen von Rot eines dieser defekten Iodopsine, was dazu führt, dass sich der neutrale Punkt nicht (Protanopie) bzw. nur noch wenig (Protanomalie) mehr von dem in den grünen Zapfen unterscheidet.